# Санд, Ульф
Ульф Оскар Санд (норв. Ulf Oscar Sand, 22 мая 1938, Берум, Норвегия — 29 декабря 2014, там же) — норвежский государственный деятель, министр финансов Норвегии (1979—1981).

## Биография
В 1963 г. окончил экономический факультет Университета Осло. С 1964 г. — в плановом отделе министерства финансов, в 1966—1971 гг. — в Норвежской конфедерации профсоюзов.
- 1967—1971 гг. — член исполнительного комитета коммуны Берум,
- 1971—1972 гг. — статс-секретарь министерства заработных плат и цен и министерства по вопросам потребления и администрации,
- 1973—1977 гг. — вновь статс-секретарь министерства по вопросам потребления и администрации,
- 1979—1981 гг. — министр финансов Норвегии,
- 1983—1986 гг. — директор Норвежского государственного образовательного кредитного фонда,
- 1986—2003 гг. — руководитель департамента (departementsråd) в Министерстве по вопросам местного самоуправления и регионального развития.

В 1977—1983 гг. являлся руководителем экономического департамента Норвежской конфедерации профсоюзов.
С 2003 г. на пенсии.